# Mniodendron camptotheca
Mniodendron camptotheca là một loài Rêu trong họ Hypnodendraceae. Loài này được Duby ex Besch. ex Paris mô tả khoa học đầu tiên năm 1905.